# Wang Changling
Pour les articles homonymes, voir Wang (patronyme).
Wang Changling (王昌龄) (698-756) est un poète chinois de la dynastie Tang. Haut fonctionnaire, il meurt durant la révolte d'An Lushan.
La poésie de Wang Changling évoque la vie aux frontières et celle des femmes recluses dans les gynécées.
Il fut docteur, et longtemps attaché aux Archives secrètes de l'Empire, puis tomba dans la disgrâce, et fut envoyé en exil. Les notices biographiques ne nous en apprennent pas davantage, et ne fixent pas même une date à son égard ; mais comme son nom figure entre deux personnages qui vivaient du temps de l'empereur Ming Huangdi, on a tout lieu de penser qu'il en fut également contemporain.[réf. nécessaire]